# Bad Berleburg
Bad Berleburg è una città di 18 709 abitanti della Renania Settentrionale-Vestfalia, in Germania.
Appartiene al distretto governativo (Regierungsbezirk) di Arnsberg ed al circondario (Kreis) di Siegen-Wittgenstein (targa SI).

## Geografia fisica
È attraversato, nel sobborgo di Raumland, dal fiume Eder, affluente della Fulda.